# همانژیوم
همانژیوم (Hemangioma) یک تومور خوش خیم است که از سلول‌های جدار عروق خونی (اندوتلیوم) منشا میگیرد.

## انواع
1. همانژیوم مویرگی: Cherry hemangioma، همانژیوم شرابی(Port wine)
2. همانژیوم غاری
3. پیوژنیک گرانولوما

همانژیوم کبدی

## درمان
ضایعات مادرزادی اغلب بدون درمان نیز محو می‌شوند. در صورت عدم بهبودی خودبخود با استفاده از کرم‌های زیبایی مخفی کننده، تابش تشعشع یونیزه‌کننده (رادیوتراپی و لیزر)، سوزانیدن و سپس ترمیم کردن و انجام عمل جراحی ضایعات درمان می‌شوند.

## نگاره‌ها

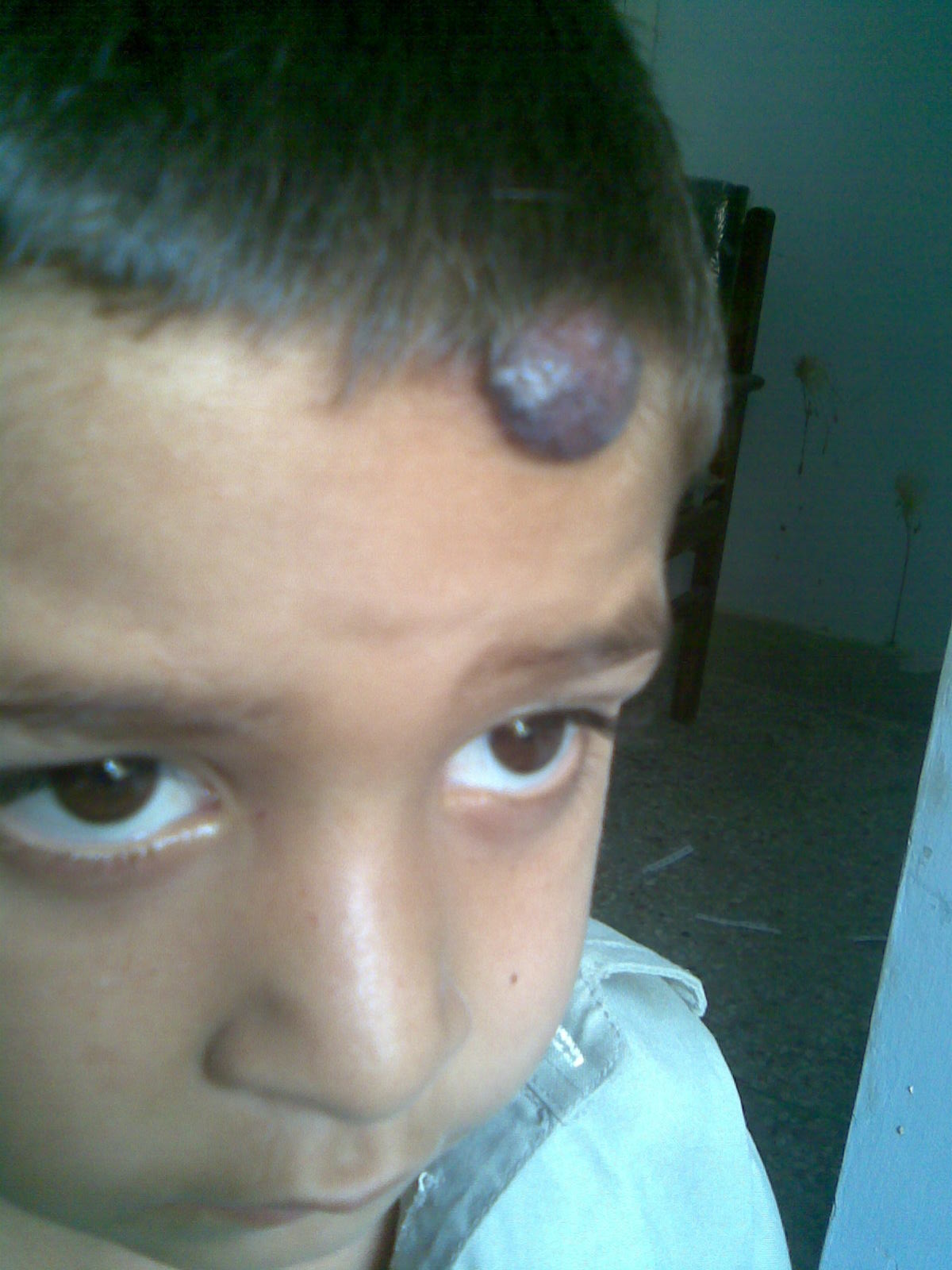
Hemangioma on forehead showing signs of early regression
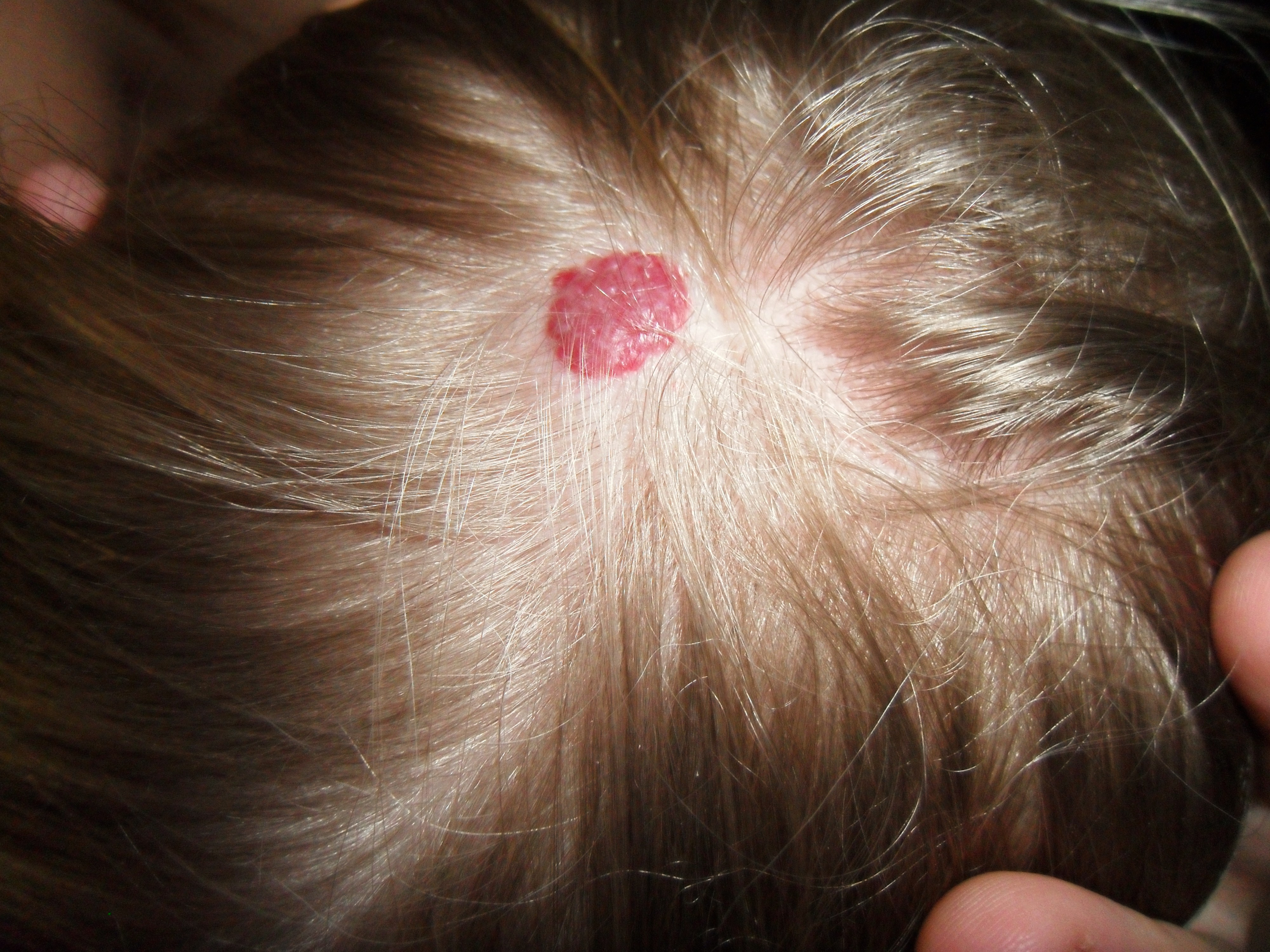
Hemangioma on the scalp of a two-year-old female, in the "rest stage"
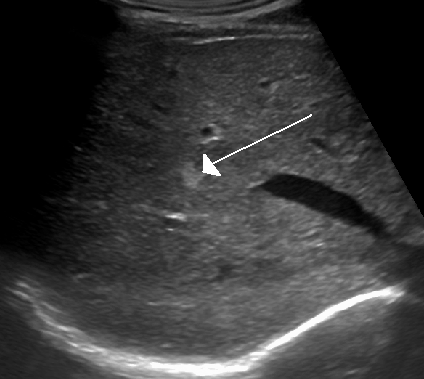
Hemangioma of the liver as seen on ultrasound
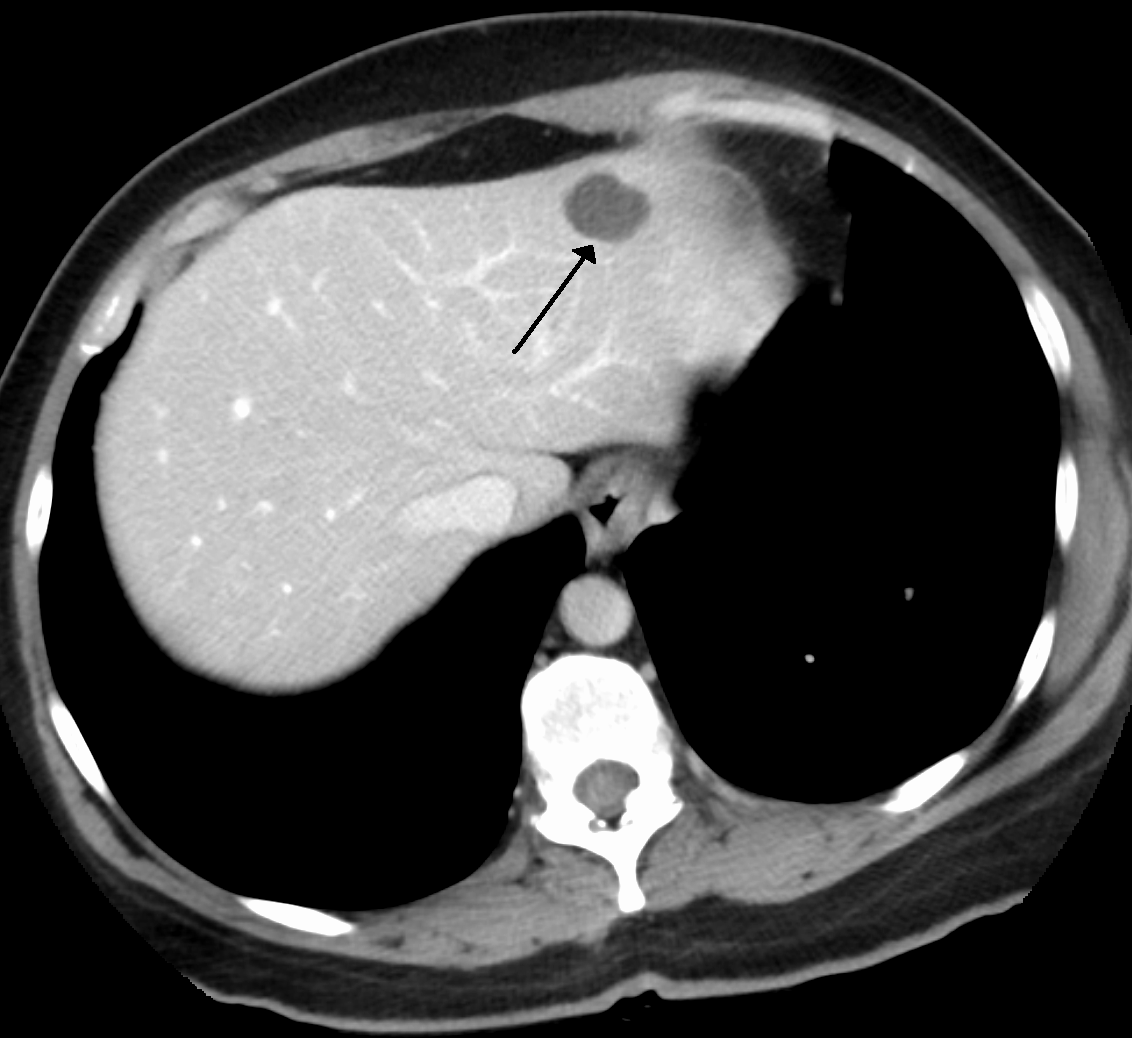
A liver hemangioma as seen on CT